# Muzej biblijskih zemalja
Muzej biblijskih zemalja (מוזיאון ארצות המקרא ירושלים, Muzeon Artzot HaMikra - Bible Lands Museum) muzej je posvećen drevnim zemljama i kulturama u  židovskoj Bibliji. Muzej je smješten u Jeruzalemu, uz Muzej Izraela.

## Povijest
Muzej je utemeljio trgovac umjetninama Elie Borowski 1992. godine pridonijevši svojom značajnom osobnom zbirkom. Zgradu je projektirao arhitekt Ze’ev Schoenberg.

## Vanjske poveznice

### Sestrinski projekti
|  | Zajednički poslužitelj ima još gradiva o temi Muzej biblijskih zemalja |

### Mrežna mjesta
- Službene mrežne stranice
- O muzeju  Arhivirana inačica izvorne stranice od 24. rujna 2015. (Wayback Machine) na ilMuseums.com